# Эс-Сувайра
Эс-Сува́йра (араб. الصويرة‎) — город на востоке Ирака, расположенный на территории мухафазы Васит. Административный центр одноимённого округа. Второй по численности населения город провинции.

## Географическое положение
Город находится в западной части мухафазы, на правом берегу реки Тигр, на высоте 26 метров над уровнем моря.

Эс-Сувайра расположена на расстоянии приблизительно 105 километров к северо-западу от Эль-Кута, административного центра провинции и на расстоянии 40 километров к юго-востоку от Багдада, столицы страны.

## Население
По данным последней официальной переписи 1965 года, население составляло 8 891 человека.
Динамика численности населения города по годам:
| 1965  | 2012   |
| ----- | ------ |
| 8 891 | 54 223 |